# Курсель-сюр-Вуар
Курсе́ль-сюр-Вуа́р (фр. Courcelles-sur-Voire) — коммуна во Франции, находится в регионе Шампань — Арденны. Департамент — Об. Входит в состав кантона Бриен-ле-Шато. Округ коммуны — Бар-сюр-Об.
Код INSEE коммуны — 10105.
Коммуна расположена приблизительно в 170 км к востоку от Парижа, в 60 км южнее Шалон-ан-Шампани, в 40 км к северо-востоку от Труа. Стоит на реке Вуар.

## Население
Население коммуны на 2008 год составляло 37 человек.
| 1962 | 1968 | 1975 | 1982 | 1990 | 1999 | 2008 |
| ---- | ---- | ---- | ---- | ---- | ---- | ---- |
| 26   | 44   | 30   | 27   | 25   | 25   | 37   |

## Экономика

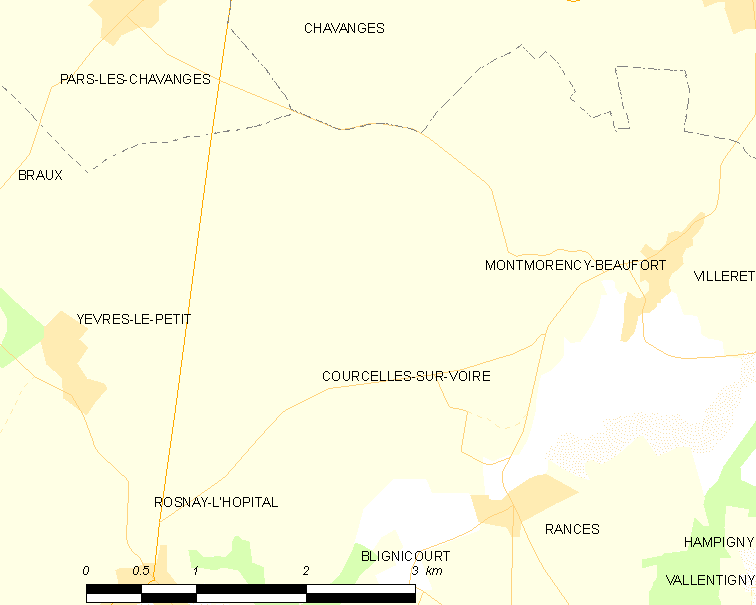
Карта коммуны

В 2007 году среди 22 человек в трудоспособном возрасте (15—64 лет) 14 были экономически активными, 8 — неактивными (показатель активности — 63,6 %, в 1999 году было 73,3 %). Из 14 активных работали 11 человек (7 мужчин и 4 женщины), безработных было 3 (1 мужчина и 2 женщины). Среди 8 неактивных 2 человека были учениками или студентами, 1 — пенсионерами, 5 были неактивными по другим причинам.